# Estadio El Montecillo
El estadio municipal El Montecillo es el nombre del estadio de fútbol en el que disputa sus partidos la Arandina Club de Fútbol. Tiene capacidad para 5000 espectadores sentados, es de hierba natural y tiene unas dimensiones de 105 x 68 m. Fue construido en 1977 para adaptarse a los estándares requeridos por la Federación Española de Fútbol para los equipos de competiciones nacionales.
El partido de inauguración fue el 8 de diciembre de 1977 frente al CD Guadalajara con resultado de 1-0 para el equipo local.

### Partidos destacados y llenos reconocidos
Los partidos más destacados en el estadio son los siguientes:
- En 2008 se disputó la final de la Copa del Rey juvenil entre F. C. Barcelona y Sevilla F. C.

- En verano de 2010 se jugó un partido de la clasificación de la selección de fútbol femenino entre España e Inglaterra con resultado final de 2-2.

- El 18 de junio de 2011 se produce el primer lleno reconocido en el partido de ida de la final de play-off de ascenso a Segunda División "B" frente al Alcobendas Sport y tras la comprometida situación de una semana tensa por asuntos extradeportivos, algo que hace que la afición arandina se vuelque con su equipo como nunca, consiguiendo "vestir" de blanco y azul la totalidad del aforo. El resultado se saldó con 1-0 a favor del conjunto local.

### Otras instalaciones
La Arandina cuenta en los anexos al estadio El Montecillo con tres campos de fútbol 11 y 4 de fútbol 7 (uno de hierba natural y el resto de hierba artificial) donde disputan las categorías inferiores de la Arandina sus partidos.